# Institut Egmont
 (janvier 2017).
Si vous disposez d'ouvrages ou d'articles de référence ou si vous connaissez des sites web de qualité traitant du thème abordé ici, merci de compléter l'article en donnant les références utiles à sa vérifiabilité et en les liant à la section « Notes et références ».
L'Institut Egmont ou EGMONT - Institut royal des Relations internationales est un think tank indépendant belge en matière de politique internationale, un centre de recherche, et un forum de débats et de conférences indépendant et pluraliste, ayant pour but de "fournir une contribution utile au processus de décision politique".
Il a été fondé en 1947. C'est une fondation d’utilité publique, soutenue financièrement par le Service public fédéral Affaires étrangères. Son siège se trouve rue de Petits Carmes 24A, au centre de Bruxelles.

## Histoire
EGMONT  — Institut royal des relations internationales (IRRI)] a été créé en 1947 sur le modèle du Council on Foreign Relations de New York ou de Chatham House à Londres. Il fut fondé par d'importantes personnalités belges parmi lesquelles on peut citer Henri Rolin, sénateur et avocat, Charles De Visscher, membre de la Cour internationale de justice, Paul Van Zeeland, ancien Premier ministre, ou Fernand Dehousse, membre de la délégation belge à la Conférence de San Francisco (fondation des Nations unies). À l'origine, il s'agissait de l'Institut des Relations Internationales(IRI). Le patronage royal lui fut attribué en 1954. En 2000 sous l'impulsion de Louis Michel, Ministre des Affaires étrangères, l'Institut fut refinancé et adopta sa structure actuelle. En 2006 l'institut prit son nom actuel Egmont-Institut royal des relations internationales    

## Liste des présidents
- Charles De Visscher 1947-1958 (Président d'honneur de 1958-1967)
- Fernand Van Langenhove 1958-1966
- Baron Jean-Charles Snoy et d'Oppuers 1966-1977
- Henri Simonet 1977-1983
- Baron Cecil de Strycker 1983-1987
- Comte Étienne Davignon 1988-2017
- Chevalier François-Xavier de Donnéa, Ministre d'Etat 2017-

## Structure
Le président d'EGMONT est actuellement le Chevalier François-Xavier de Donnéa et le vice-président est Peter Moors, président du Comité de direction du Service public fédéral Affaires étrangères. Le Directeur général est Pol De Witte.
L'institut est dirigé par un Conseil d'administration, composé du président, du vice-président et d'administrateurs issus du monde politique, académique et économique belge dont le mandat de trois ans est renouvelable.

## Mission
L'Institut Royal des Relations Internationales est un groupe de réflexion indépendant basé à Bruxelles. Ses recherches interdisciplinaires sont menées dans un esprit de totale liberté académique. S'appuyant sur l'expertise de ses propres chercheurs, ainsi que sur celle de spécialistes externes, belges et étrangers, il propose des options d'analyse et de politique qui se veulent aussi opérationnelles que possible.

### Conférences et Colloques
L'institut remplit son rôle de forum d'échange d'idées en organisant des conférences, débats et séminaires tant en Belgique qu'à l'étranger. Ces activités s'adressent soit à un public large, soit à des experts. Ils sont de différents types:
- tribune offerte à des chefs d'État et de gouvernement ou à de hauts responsables politiques en visite à Bruxelles
- colloques sur des thèmes pertinents (Union européenne, lutte contre le terrorisme et aide à la stabilisation, Afrique sub-saharienne, partenariats stratégiques de l’UE, etc.),
- conférences et débats organisés en Belgique et à l'étranger en collaboration avec les autorités belges ou d'autres entités,
- tables rondes et séminaires spécialisés sur invitation (règle de Chatham House)

Les notes de conférences et des études sont disponibles sur le site Internet de l'institut.

### Recherche
En 1955, un Centre inter-universitaire de recherche de droit international, d'économie et de politique internationales avait été créé sous forme d'ASBL (association sans but lucratif). Celui-ci a été dissous depuis et a fait place à trois équipes de recherche, axée chacune sur un grand pôle: Affaires européennes, sécurité et gouvernance mondiale, et Afrique sub-saharienne.

#### Affaires européennes
Le Programme Affaires européennes de l'Institut EGMONT, actuellement dirigé par Jean-Louis Debrouwer, ancien directeur à la Commission européenne, a débuté en 1995 sous la direction de Franklin Dehousse, Professeur à l'Université  après avoir exercé les fonctions de juge au tribunal de première instance de la Cour de justice des Communautés européennes. Ce programme réalise des études, soit de sa propre initiative, soit à la demande du SPF Affaires étrangères, Commerce extérieur et Coopération au Développement ou d’autres institutions publiques belges fédérales, communautaires ou régionales.
Les sujets abordés, concernent les politiques de l'Union européenne (agriculture, transports et énergie, par exemple). Depuis 1995, Egmont a ainsi été associé aux travaux préparatoires aux négociations du Traité d'Amsterdam, de l'Agenda 2000, du Traité de Nice et aux travaux de la Convention. Il a en outre collaboré à de nombreux aspects préparatoires de la présidence belge de l'Union européenne de 2001 et de 2010. Enfin, en collaboration avec d’autres instituts, il a publié une étude de fonds sur les conséquences du Traité de Lisbonne.

#### Europe dans le monde
Sous la direction du Professeur Sven Biscop, ce programme contribue à la réflexion sur un nouveau concept de sécurité multidimensionnel, adapté au monde multipolaire du XXIe siècle. En effet, la sécurité ne se limite plus au seul domaine militaire et une approche globale est exigée, qui intègre la sécurité physique, la liberté politique et l’harmonie socio-économique des sociétés concernées.
Concrètement, les recherches sont axées sur trois domaines:
- la sécurité européenne dont l'objectif est d'identifier les implications concrètes de la mise en œuvre d'une stratégie de sécurité européenne globale dans ses différentes composantes — développement des capacités militaires, civiles et diplomatiques de l'Union européenne, relations transatlantiques, coopération entre l'Union européenne et les Nations unies, l'OTAN et l’OSCE et les relations de voisinage de l’UE;
- la gouvernance mondiale qui a pour objet de contribuer à l'élaboration d'un agenda multilatéral cohérent pour la gestion commune des problèmes planétaires. Ce projet vise à définir la façon dont l'Union européenne, en collaboration avec ses partenaires stratégiques, notamment en Asie, les organisations régionales et les institutions multilatérales, peut contribuer à la gouvernance mondiale;
- la relation de proximité avec les voisins de l’UE, qui se concentre sur les implications concrètes des évolutions en cours dans le monde arabo-musulman et sur les développements des pays d’Europe orientale, non-membres de l’UE.

#### Afrique
Le Programme Afrique renoue avec l’expertise qui a fait la réputation de l'Institut. Il est dirigé par la Professeure Nina Wilén. Il se focalise particulièrement sur les domaines politique, économique, social et de sécurité en Afrique sub-saharienne et Centrale. Cela inclut les développements majeurs sur le continent Africain (Union africaine, intégration régionale, analyse des conflits, reconstruction d'après-conflit) et le rôle et la position de l'Union européenne en Afrique subsaharienne.
Par le biais de ses projets de recherche, mais aussi de son réseau de contacts et de ses activités avec des institutions nationales et internationales (centres de recherche, ONG, pouvoirs publics), le programme contribue au renom de l'expertise belge à l'Etranger, de son apport à la PESC/PESD ainsi qu'au renforcement de la recherche dans les pays d'Afrique centrale.

### Formation
Le programme Egmont Education & Training organise des cours de formation pour les diplomates étrangers et les hauts dirigeants à la demande des administrations publiques de Belgique et de pays tiers, dont le ministère belge des Affaires étrangères. Ces cours sont conçus sur mesure avec des présentations, des sessions de formation et des exercices de simulation menés par des experts et des diplomates de haut niveau, adaptés aux pays bénéficiaires. 
Il a également développé une vaste expertise dans le domaine de l'administration publique en soutenant la formation initiale et continue des fonctionnaires étrangers. Cette expertise a commencé à se développer avec un premier partenariat avec l'École nationale d'administration publique de la République démocratique du Congo, l'ENA RDC. Ce partenariat a duré 5 ans et s'est étoffé au fil du temps. De nouveaux partenariats se développent dans les pays prioritaires de la coopération belge au développement. Le succès des projets existants et les perspectives de futurs partenariats ont conduit à la conclusion d'un accord-cadre de coopération dans le secteur de la gouvernance et de l'administration publique entre l'Institut Egmont et l'Agence belge de coopération au développement, Enabel.
L'Institut Egmont est un partenaire actif du ministère belge des Affaires étrangères, de la police fédérale belge et du ministère belge de la Justice dans le domaine de la gestion civile des crises. Depuis 2009, il est responsable de l'organisation du cours de base pour les experts à déployer dans les missions, le Belgian Generic Training (BGT). Ce cours est une initiative unique visant à promouvoir un apprentissage intégré et partagé pour des experts de différents horizons professionnels (fonctionnaires, policiers et experts externes) qui visent à être déployés dans des missions par la Belgique. Cette formation constitue donc une condition préalable au détachement en mission.

## Publication
EGMONT publie les Egmont Papers et des Policy Briefs destinés à contribuer à la réflexion dans le domaine de la politique internationale d’un point de vue belge et européen.